# Axel Stein
Axel Stein, né le 28 février 1982 à Wuppertal (Rhénanie-du-Nord-Westphalie), est un acteur allemand.

## Biographie
Dès l'âge de douze ans, Axel Stein a joué dans plusieurs séries télévisées. Il a également eu des rôles d'invité, dont plusieurs était dans la publicité allemande pour les animaux de compagnie virtuels semblables aux Tamagotchi, Digimon Virtual Pets. En 1998, il a commencé sa carrièere èa la télévision dans la série Hausmeister Krause. Dans la comédie Harte Jungs, en 2000, Axel Stein a obtenu son premier rôle d'acteur au cinéma.
En 2001 et 2002, il est apparu comme invité dans diverses émissions allemandes telles que Der Fahnder et STF. À partir de ce moment, il a tourné plus de films, comme Schule, Die Klasse von 99, Feuer, Eis&Dosenbier et Hnallharte Jungs. Pendant ce temps, Axel Stein a également produit sa première série de comédie à la télévision. En 2003, la série a évolué et est devenue Axel! will's wissen (Axel veut savoir).
D'autres rôles ont été joués par Axel Stein. Il y a eu dans le film Barfuss (2005), 7 Nains - La forêt n'est pas assez grande (2006), de Otto Waalkes. En 2007, il a joué dans le film Kein Bund für's Leben (Aucune alliance pour la vie).
Axel Stein apparaît aussi régulièrement sur les événements montrent des collègues tels que Stefan Raab.
En 2009, Axel Stein a incarné Kevin dans Vorstadtkrokodile et en 2011, le même personnage lui a été attribué dans Vorstadtkrokodile 3.
Depuis 2011, Axel Stein est, dans le cadre du renouvellement de la Sat.1, dans le spectacle de diffusion hebdomadaire de la chaîne.

## Filmographie

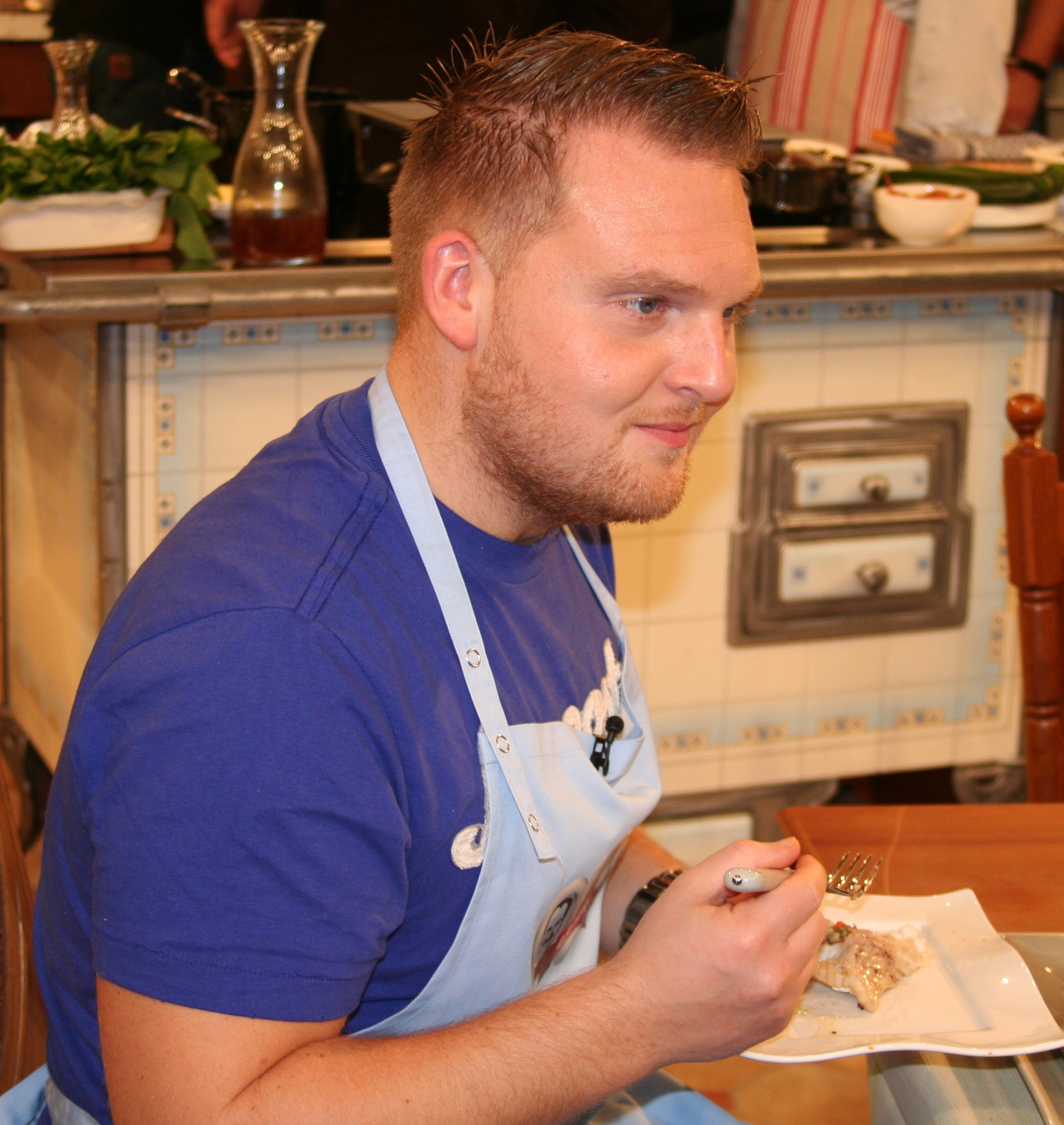
Axel Stein en 2010

- 1999–2008: Hausmeister Krause (Sitcom sur la Sat.1)
- 2000: Harte Jungs
- 2000: Balko (Série)
- 2000: Der Superbulle und die Halbstarken
- 2000: Schule
- 2001: Verliebte Jungs
- 2002: Feuer, Eis & Dosenbier
- 2002: Knallharte Jungs
- 2002: Nüchtern eingeschlafen, betrunken aufgewacht! (Court-métrage)
- 2003: Die Klasse von ’99 – Schule war gestern, Leben ist jetzt
- 2004: Snowfever
- 2005: Barfuss
- 2006: 7 Zwerge – Der Wald ist nicht genug
- 2007: Kein Bund für’s Leben – Sie kommen, um Deutschland zu retten
- 2007: Tell
- 2007: Lauf um Dein Leben – Vom Junkie zum Ironman
- 2008: H3 – Halloween Horror Hostel
- 2008: Eine wie keiner
- 2008: Morgen, ihr Luschen! Der Ausbilder-Schmidt-Film
- 2009: Bolt – Ein Hund für alle Fälle Animationsfilm. Voix allemande de Dino (Hamster)
- 2009: Mord ist mein Geschäft, Liebling
- 2009: Le Club des crocodiles (Vorstadtkrokodile)
- 2010: Lutter: Rote Erde
- 2010: Alerte Cobra (Alarm für Cobra 11 – Die Autobahnpolizei) (Épisode : Turbo et Tacho)
- 2010: Grip - Das Motormagazin - Lamborghini Gallardo Superlegera
- 2010: Le Voyage extraordinaire de Samy (Sammys Abenteuer – Die Suche nach der geheimen Passage) : voix allemande de Ray la tortue
- 2011: Die Superbullen
- 2011: Vorstadtkrokodile 3
- 2011: Rookie – Fast platt
- 2011: Alerte Cobra (Alarm für Cobra 11 - Die Autobahnpolizei) (Épisode : Turbo et Tacho reloaded & Musique et parole)
- 2011: Der Blender
- 2011: Grip - Das Motormagazin - Lamborghini Aventador
- 2011: Grip - Das Motormagazin - Skoda Yeti à Las Vegas
- 2012: Grip - Das Motormagazin - Skoda Yeti en Namibie
- 2015 : Au secours ! J'ai rétréci ma prof (Hilfe, ich hab meine Lehrerin geschrumpft) de Sven Unterwaldt
- 2018 : Au secours ! J'ai rétréci mes parents (Hilfe, ich hab meine Eltern geschrumpft) de Tim Trageser
- 2018 : Meine teuflisch gute Freundin : Lehrer Seidel
- 2019 :Die Goldfische
- 2021 : Braquage final (The Vault) de Jaume Balagueró : Klaus

## Prix et récompenses
Stein a remporté les 2002 Comedy Awards allemands dans les catégories de meilleure espoir, meilleure série comique (gardien Krause) et meilleur film (Tough Guys). Il a été nommé de nouveau en 2003 pour le Comedy Award du meilleur acteur allemand et le Film Awards Jupiter. Il a été nommé pour le Rose D'OR international Television Award pour le meilleur Sitcom.
En 2005, Axel Stein et sa série Axel will’s wissen!, il est nommé par la Comedy Award allemand comme meilleure série comique. Dans la même année, il a également été nommé en Autriche pour le Prix Romy dans la catégorie Meilleur jeune acteur.
- 2002: Deutscher Comedypreis Meilleure nouvelle comédie
- 2002: Deutscher Comedypreis Meilleure série comique pour Hausmeister Krause
- 2002: Deutscher Comedypreis Meilleur film de cinéma pour Knallharte Jungs
- 2002: Rising Movie Talent Award Meilleur jeune interprète
- 2003: Jupiter Filmpreis Meilleur jeune interprète

## Sport automobile
En 2006, Axel Stein a participé aux deux courses dans le Challenge Mini Allemagne et a terminé un point de la 40e place dans le classement général. En tant que conducteur invité, il a participé à deux réunions de la Coupe du Volkswagen Scirocco. Dans la série de télévision Total Stock Car Crash, Axel Stein est apparu en 2006, 2008, 2009 et 2011. Il est l'un des participants ayant le plus de médailles (au 20 mars 2012) à l'émission Total Stock Car Crash.